# Soledad Bravo
Soledad Bravo (sinh ngày 1 tháng 1 năm 1943) là một ca sĩ người Venezuela.
Sinh ra ở Logroño, La Rioja, Tây Ban Nha, cha bà là một người cộng hòa Tây Ban Nha, chuyển đến Venezuela cùng gia đình khi con gái ông vẫn còn ở độ tuổi sớm. Năm 24 tuổi, Soledad bắt đầu học kiến trúc và triết học tại Đại học Trung tâm Venezuela, nơi bà cũng bắt đầu biểu diễn. Một năm sau, vào năm 1968, bà phát hành tác phẩm đầu tay mang tên Soledad Bravo Canta (Soledad Bravo Sings), khiến bà trở thành một ngôi sao ở Venezuela và các vùng khác của Nam Mỹ. Trong những năm sau đó, bà hợp tác với Atahualpa Yupanqui, Gilberto Gil và những người khác, đã sống và biểu diễn ở châu Âu và châu Mỹ. Tiết mục của bà là một sự pha trộn sống động của những nhịp điệu sôi động, sôi động của vùng Caribbean và Latin, những phong cách thời thượng và những bản ballad ấm áp.
Được coi là một trong những giọng hát hay nhất ở Mỹ Latinh, một trong những bài hát nổi tiếng và được biết đến nhiều nhất của bà là Hasta Siempre, một bản cover bài thánh ca Cuba của Carlos Puebla cho Ernesto "Che" Guevara.

## Danh sách đĩa hát
- Soledad Bravo Canta (1968)
- Soledad (1969)
- Soledad Bravo, Tập. 3 (1970)
- Soledad Bravo, Tập. 4 (1973)
- Cantos De La Nueva Trova Cubana (1974)
- Canto La Poesia De Mis Companeros (1975)
- Rafael Alberti (1977)
- Flor Del Cacao (1979)
- Cantos Sefardíes (1980)
- Caribe (1982)
- Mambembe (1983)
- Con Amor... Boleros (1992)
- Volando Voy (1993)
- Arrastrando La Cobija (1994)
- En Vivo (1994)
- Bài hát của Venezuela (1995)
- Raíces (1995)
- Cuando Hay Amor (1996)
- Cantos Revolucionario De América Latina (1997)
- Paloma Negra (2001)
- Homenaje à Alfredo Zitarrosa (2002)